# Miguel Flaño
Miguel Flaño Bezunartea (* 19. August 1984 in Pamplona) ist ein ehemaliger spanischer Fußballspieler.

## Spielerkarriere
Der in Pamplona geborene Miguel Flaño spielt seit seiner Kindheit für CA Osasuna. Im Jahr 2001 wurde er aus der Jugend in die B-Elf des Vereins übernommen. 2004 gelang ihm dann der Durchmarsch in die Erstliga-Mannschaft von Osasuna. Sein Debüt gab er am 18. September 2004 beim 3:2-Heimsieg über Betis Sevilla. Der Durchbruch folgte in der Saison 2007/08, als er die komplette Hinrunde durchspielte.

## Persönliches
Sein Zwillingsbruder Javier spielte mit ihm bei Osasuna – beide sind Verteidiger. Zudem spielte Miguel Flaño für verschiedene Junioren-Nationalmannschaften Spaniens.

## Erfolge
- U-16-Fußball-Europameisterschaft: 2001
- Mittelmeerspiele: 2005